# Nota bene
Nota bene, molto spesso abbreviata in N.B., è una locuzione di origine latina, che indica un breve richiamo o una nota di chiarimento posta generalmente in fondo a un testo scritto. Il modo verbale è l'imperativo, nella seconda persona singolare (la forma plurale è "notate bene", anche in latino), per invitare il lettore a prestare particolare attenzione al testo che segue.

## Utilizzo
La frasetta, essendo di origine latina, è usata non solo in italiano ma anche in inglese e in altre lingue straniere (specialmente in testi scientifici e giuridici). In italiano si usa anche come sostantivo maschile, quasi sempre al singolare e raramente scritto tutto attaccato ("notabene").

## Informatica
Esiste un'applicazione chiamata Nota Bene: si tratta di un software di videoscrittura (word processor).